# 青年伊川線
青年伊川線（朝鲜语：／ Ch'ŏngnyŏn Ich'ŏn sŏn */?）是朝鮮民主主義人民共和國的一條鐵路線，自西向東連接黃海北道平山郡平山站和江原道的洗浦青年站。長140.7公里。
1971年動工，1972年通車。是朝鮮第二條橫貫線。1980年完成電氣化。